# Liam Bridcutt
Liam Robert Bridcutt (Reading, Inglaterra, 8 de mayo de 1989), más conocido como Liam Bridcutt, es un exfutbolista británico que jugaba de centrocampista. Desde octubre de 2024 es entrenador asistente del Gateshead F. C.

## Trayectoria
Bridcutt se formó en la Academia del Chelsea Football Club, en donde impresionó de tal forma que el club le ofreció un contrato profesional en 2007. El 8 de febrero de 2008 fue cedido en préstamo al Yeovil Town, debutando contra el Walsall F. C. al día siguiente.
El 30 de noviembre de 2008 fue cedido en préstamo al Watford F. C. hasta el 2 de febrero de 2009, debutando con este equipo en la Football League Cup ante el Tottenham Hotspur.
El 14 de agosto de 2009 fue cedido en préstamo al Stockport County hasta enero de 2010, debutando en la victoria de su equipo 4-2 sobre el Brighton & Hove Albion.
Bridcutt anotó su primer gol como profesional en la Football League Trophy, en un partido ante el Port Vale. Regresó al Chelsea en diciembre de 2009.
En julio de 2010, el Chelsea le rescindió su contrato, quedando en libertad. Luego de haber sido liberado por el Chelsea, Bridcutt estuvo a prueba en el Crystal Palace, debutando precisamente ante el Chelsea durante la pretemporada el 17 de julio de 2010. En ese partido, el Chelsea se impuso por 1-0. Sin embargo, Bridcutt no se quedó en el equipo.
El 28 de agosto de 201fue contratado por el Brighton & Hove Albion de la Football League One, firmando un contrato de 5 meses. Sin embargo, el 5 de noviembre de 2010, Bridcutt firmó una extensión de contrato hasta el final de la temporada 2010-11, luego de haber impresionado a su entrenador Gustavo Poyet, particularmente ante equipos como el Plymouth Argyle y el Peterborough United. Su primer gol con el Brighton sería el 5 de marzo de 2011 ante el Carlisle United, en donde anotó al minuto 93 el gol que le dio la victoria a su equipo por 4-3. También anotó otro gol en la victoria por 4-3 ante el Dagenham & Redbridge el 11 de abril de 2011, ayudando a su equipo a conseguir el ascenso a la Football League Championship.
El 28 de abril de 2011 volvió a firmar otra extensión de contrato por dos años con el Brighton, gracias a su buen desempeño durante toda la temporada.

## Clubes
| Club                            | País       | Año       |
| ------------------------------- | ---------- | --------- |
| Chelsea F. C.                   | Inglaterra | 2007-2010 |
| Yeovil Town F. C. (cedido)      | Inglaterra | 2008      |
| Watford F. C. (cedido)          | Inglaterra | 2008-2009 |
| Stockport County F. C. (cedido) | Inglaterra | 2009      |
| Brighton & Hove Albion F. C.    | Inglaterra | 2010-2014 |
| Sunderland A. F. C.             | Inglaterra | 2014-2016 |
| Leeds United F. C. (cedido)     | Inglaterra | 2015-2016 |
| Leeds United F. C.              | Inglaterra | 2016-2017 |
| Nottingham Forest F. C.         | Inglaterra | 2017-2020 |
| Bolton Wanderers F. C. (cedido) | Inglaterra | 2019      |
| Lincoln City F. C. (cedido)     | Inglaterra | 2020      |
| Lincoln City F. C.              | Inglaterra | 2020-2022 |
| Blackpool F. C.                 | Inglaterra | 2022-2023 |